# Base de la Fuerza Espacial Patrick
La Base de la Fuerza Espacial Patrick es un lugar designado por el censo ubicado en el condado de Brevard en el estado estadounidense de Florida. En el Censo de 2010 tenía una población de 1.222 habitantes y una densidad poblacional de 151,61 personas por km².

## Geografía
La Base de la Fuerza Espacial Patrick se encuentra ubicado en las coordenadas 28°13′58″N 80°36′37″O / 28.23278, -80.61028. Según la Oficina del Censo de los Estados Unidos, Base de la Fuerza Aérea Patrick tiene una superficie total de 8.06 km², de la cual 8.01 km² corresponden a tierra firme y (0.67%) 0.05 km² es agua.

## Demografía
Según el censo de 2010, había 1.222 personas residiendo en Base de la Fuerza Espacial Patrick. La densidad de población era de 151,61 hab./km². De los 1.222 habitantes, Base de la Fuerza Espacial Patrick estaba compuesto por el 77.17% blancos, el 11.7% eran afroamericanos, el 0.9% eran amerindios, el 1.88% eran asiáticos, el 0.41% eran isleños del Pacífico, el 1.96% eran de otras razas y el 5.97% pertenecían a dos o más razas. Del total de la población el 18.41% eran hispanos o latinos de cualquier raza.